# Солнечное сплетение

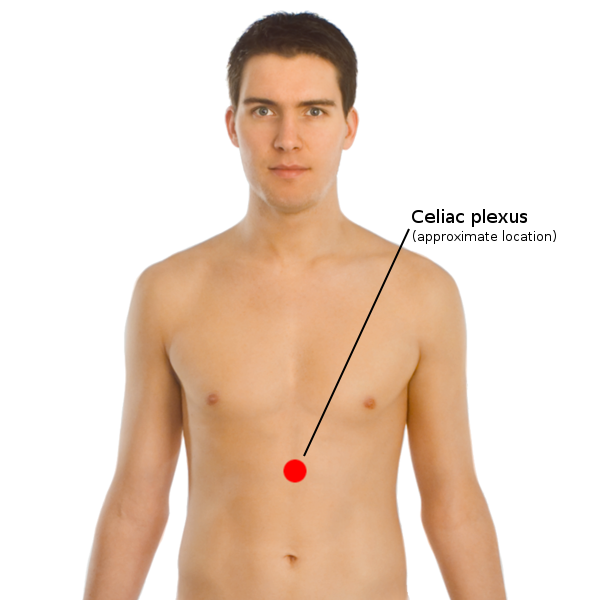
Солнечное сплетение

Со́лнечное сплете́ние (также чре́вное сплетение; лат. Plexus coeliacus) — нервное сплетение, совокупность нервных элементов, концентрирующихся в брюшной полости вокруг начала чревной и верхней брыжеечной артерий человека. В состав солнечного сплетения входят правый и левый чревные узлы, непарный верхний брыжеечный узел, большой и малый внутренностные нервы и многие другие, которые уходят от узлов в разные стороны наподобие лучей солнца (отсюда название). Узлы солнечного сплетения состоят из многоотростчатых нервных клеток, на телах и отростках которых заканчиваются синапсами разветвления преганглионарных волокон, прошедших без перерыва узлы пограничного симпатического ствола. Нервы солнечного сплетения, помимо чувствительных и парасимпатических волокон, содержат многочисленные постганглионарные симпатические волокна, которые являются отростками клеток его узлов и иннервируют железы и мускулатуру сосудов диафрагмы, желудочно-кишечного тракта, селезёнки, почек с надпочечниками и других органов.
Солнечное сплетение — уязвимое место организма, точный удар в которое вызывает у неподготовленного человека боль и мучительную невозможность вдохнуть; после чувствительного попадания человек рефлекторно сгибается. Для защиты от подобных последствий бойцы тренируют мышцы брюшного пресса, напряжение которых в момент удара защищает от неблагоприятных последствий.